# Das Martyrium des Piotr O Hey
Das Martyrium des Piotr O Hey ist ein Theaterstück des polnischen Schriftstellers Sławomir Mrożek von 1959. Die deutsche Ausgabe erschien 1964 unter dem Titel Das Martyrium des Peter O Hey. Alternative Schreibweisen des Namens im Titel sind Piotr O´ Hey oder Piotr Ohey.

## Inhalt
Piotr will nur im Sessel sitzend in Ruhe seine Zeitung lesen, während seine Frau ihm ständig Vorhaltungen macht, die ihre Unzufriedenheit zum Ausdruck bringen. Auch seine Kinder, eine Tochter und zwei Söhne, stören seine Ruhe. 
Dann tritt plötzlich ein Mann ein, der sich als Beamter vorstellt. Er sei vom Staat beauftragt die Familie davor zu warnen, dass sich ein gefährlicher Tiger im Badezimmer eingenistet habe. Kaum ist dieser Beamte verschwunden, erscheint eine Finanzbeamtin, die von Piotr eine „Tigersteuer“ erhebt. Da er nun einen Tiger habe, habe er auch etwas von ihm, und sei es nur das negative Gefühl der Angst; dafür seien Steuern fällig. Die Finanzbeamtin wird abgelöst von einem Wissenschaftler, der auf die Beobachtung von Badezimmer-Tigern spezialisiert ist, sich in Wirklichkeit aber mit Piotrs Frau und später Tochter im Nebenzimmer vergnügt. Währenddessen erscheint ein Zirkusdirektor, der Piotr erklärt, dass sein Tiger als Sensation für seinen Zirkus von größter Bedeutung sei und damit für die Kunst überhaupt. Er überredet ihn, in seiner Wohnung Zirkusvorführungen zuzulassen. Ein Lehrer, den man nur als Stimme aus dem Off hört, führt Schulkinder durch die Wohnung und erklärt ihnen das Biotop des Badezimmer-Tigers. Ein sibirischer Jäger scheint der einzige zu sein, der nichts von Piotr erwartet. Stumm abwartend stellt er sich in seinem Wohnzimmer auf, und nur wenn Piotr ihn anspricht, bietet er ihm an, ihm in die Freiheit der russischen Steppe zu folgen. Nur ihm stimmt Piotr begeistert zu, aber nur ihm folgt er nicht. Schließlich werden Piotr und seine Frau im Schlafzimmer von einem Staatssekretär aufgesucht. Dieser erklärt den beiden, dass eine diplomatische Krise abzuwenden sei. Ein Staatsgast, ein Maharadscha, langweile sich so sehr, dass die Beziehungen zwischen den beiden Staaten bedroht seien. Die einzige Attraktion, die man dem Staatsgast noch bieten könne, sei die Jagd auf den Tiger im Badezimmer. Auch dem stimmt Piotr zu, nachdem der Staatssekretär ihm im Interesse der Staatsraison mit polizeilichen Maßnahmen gedroht hat, falls er ablehnen sollte. Allerdings kommt der Tiger nicht zum Vorschein, was den Maharadscha noch mehr erbost und die Krise verschärft.
Am Ende befinden sich alle Beteiligten auf der Bühne. Sie sind sich einig darin, dass sich Piotr als Köder für den Tiger in die Badewanne legen soll.  Auch dieser Erwartung entspricht Piotr. Man sieht, wie er das Bad betritt und hört, wie hinter der Tür geschossen wird. Nachdem alle durch das Schlüsselloch ins Bad gesehen haben, stehen die Beteiligten betroffen da. Ohne dass es ausgesprochen wird, ahnt der Zuschauer, dass Piotr entweder dem Tiger oder dem Maharadscha zum Opfer gefallen ist.

## Thema
Das Stück kann als surreale Farce oder Gesellschaftssatire verstanden werden. Es zeigt den Menschen im Spannungsfeld unterschiedlicher gesellschaftlicher Erwartungen und Anforderungen. So stehen die Ehefrau für die intime Beziehung zum Partner, die Kinder für die Familie, die Beamten und der Lehrer für den Staat und seine unterschiedlichen Ziele, der Zirkusdirektor für die Kunst, der Forscher für die Wissenschaft und der Staatssekretär für die Politik. Ihnen allen opfert Piotr sich gegen seinen Willen auf, indem er ihnen gefügig ist, während er der Aufforderung des Jägers, ihm in die Freiheit zu folgen, zwar zustimmt, aber nicht nachkommt.
Das Stück macht auf humorvolle Art und Weise deutlich, dass ein Mensch, der allen gesellschaftlichen Anforderungen entspricht, nur um seine Ruhe zu haben, am Ende daran zu Grunde geht.

## Adaptionen
- 1963 sendete RIAS Das Martyrium des Peter Ohey als Hörspiel. Regie führte Wolfgang Spier.[2]
- 1964 inszenierte Peter Lilienthal das Stück als Fernsehspiel.[3]